# Robert S. Anderson
Robert Stewart Anderson (17 de noviembre de 1952) es un geomorfólogo estadounidense.

## Biografía
Anderson se graduó de Williams College en 1974 y obtuvo una maestría y un doctorado de la Universidad Stanford y la Universidad de Washington, respectivamente. En 2006, Anderson fue nombrado miembro de la Unión Americana de Geofísica. La Universidad de Colorado en Boulder honró a Anderson con el Hazel Barnes Prize en 2014. Al año siguiente, recibió el premio G. K. Gilbert de la Unión Americana de Geofísica. En 2016, Anderson fue nombrado Profesor Distinguido de la  Universidad de Colorado en Boulder. Está casado con Suzanne Anderson, con quien fue coautor del libro de texto Geomorphology: the mechanics and chemistry of landscapes.
Ha estado vinculado al Instituto de Investigación Ártica y Alpina.